# Cardinal de Mahlo
En matemáticas, el cardinal de Mahlo es un tipo de número cardinal grande. Los cardinales de Mahlo fueron descritos por primera vez por Paul Mahlo (1911, 1912, 1913). Como con todos los cardinales grandes, ninguna variedad de los cardinales de Mahlo pueden ser demostrados mediante ZFC (asumiendo que ZFC es consistente).
Un número cardinal κ es denominado Mahlo fuerte si κ es fuertemente inaccesible y el conjunto  U = {λ < κ: λ es fuertemente inaccesible} es estacionario en κ.
Un número cardinal κ es denominado Mahlo débil si κ es débilmente inaccesible y el conjunto de los cardinales débilmente inaccesibles menos κ es estacionario en κ.
El término "cardinal de Mahlo" por lo general significa "cardinal de Mahlo fuerte", a pesar de que éstos originalmente fueron considerados por Mahlo como cardinales (de Mahlo) débiles.

## Condición mínima y suficiente para un cardinal de Mahlo
- Si κ es un ordinal límite y el conjunto de los ordinales regulares menos κ es estacionario en κ, entonces κ es un Mahlo débil.

La principal dificultad a la hora de demostrarlo es demostrar que κ es regular. Supondremos que no es regular y forma el conjunto club el cual nos da μ tal que:
μ = cf(μ) < cf(κ) < μ < κ lo cual es una contradicción.
Si κ no fuera regular, entonces cf(κ) < κ. Podríamos elegir una secuencia de la forma cf(κ) continua y estrictamente creciente la cual comienza por cf(κ)+1 y tiene a κ como límite. Los límites de esa secuencia serían club en κ. Entonces ha de haber un μ regular entre esos límites. Por lo tanto μ es límite de una subsecuencia de la forma cf(κ). Por consiguiente su cofinalidad es menor que la cofinalidad de κ y mayor que ésta al mismo tiempo; lo cual es una contradicción. Consecuentemente la hipótesis de que κ no es regular ha de ser falsa, es decir; k es regular.
Puede existir un conjunto no estacionario por debajo de {\displaystyle \aleph _{0}}con la propiedad necesaria debido a que {2,3,4,...} es club en ω pero no contiene ordinales regulares; por lo tanto k es incontable. Además es un límite regular de los cardinales regulares; por lo tanto es débilmente inaccesible. Luego usa el conjunto de los cardinales límite incontables por debajo de κ como un conjunto club para demostrar que el conjunto estacionario puede estar compuesto por cardinales débilmente inaccesibles.
- Si κ es un Mahlo débil y además un límite estricto, entonces es un Mahlo.

κ es débilmente inaccesible y un límite estricto, entonces es fuertemente inaccesible.
Demostramos que el conjunto de los cardinales límite fuertes incontables por debajo de κ es club en κ. Tomamos {\displaystyle \mu _{0}}como el valor más grande del umbral y {\displaystyle \omega _{1}}. Para cada número finito n, tomemos μn+1 = 2μn el cual es menor que κ debido a que es un cardinal límite fuerte. Por tanto su límite es un cardinal límite fuerte y es menor que κ por su regularidad. Los límites de los cardinales límite fuertes incontables son también cardinales límite fuertes incontables. Entonces el conjunto de ellos es club en κ. Además el conjunto club coincide con el conjunto estacionario de los cardinales débilmente inaccesibles menores que κ para obtener un conjunto estacionario de cardinales fuertemente inaccesibles menores que κ.

## Ejemplo: Demostración de que los Cardinales de Mahlo κ son κ-inaccesibles (hiper-inaccesibles)
El término "hiper-inaccesible" es un poco ambiguo. En este apartado, un cardinal κ es hiper-inaccesible si es κ-inaccesible (a diferencia de los significados más comunes de 1-inaccesible).
Supongamos que κ es Mahlo. Procedemos mediante inducción transfinita en α para demostrar que κ es α -inaccesible para cualquier α ≤ κ. Ya que κ es Mahlo, κ es inaccesible; y por tanto 0-inaccesible, lo cual es lo mismo.
Si κ es α-inaccesible, entonces hay β-inaccesibles (para β < α) arbitrariamente cerca de κ. Consideramos el conjunto de los límites simultáneos de los β-inaccesibles mayores que un cierto umbral pero menores que κ. Es ilimitado en κ (imagine una rotación a través de los β-inaccesibles para  β < α ω-veces eligiendo a un cardinal grande cada vez, tomando luego el límite el cual es menor que κ por regularidad (esto es lo que no se cumple si α ≥ κ). Es cerrado, por lo tanto es club en κ. Consecuentemente, al ser κ Mahlo, contiene un inaccesible. Éste inaccesible es un α-inaccesible. Por tanto κ es α+1-inaccesible. 
Si λ ≤ κ es un oridnal límite y κ es α-inaccesiblr para todo α < λ, entonces todo β < λ también es menor que α para algunos α < λ. Consecuentemente estamos ante un caso trivial. En particular, κ es κ-inaccesible  y por lo tanto hiper-inaccesible. 
Para demostrar que κ es un límite de los hiper-inaccesibles y por consiguiente de los 1-hiper-inaccesibles, necesitamos demostrar que el conjunto diagonal de cardinales μ < κ los cuales son α-inaccesibles para todo α < μ es club en κ. Elegimos un 0-inaccesible por encima del umbral, llamado  α0. Después cogemos un α0-inaccesible, llamándolo α1. Seguimos repitiendo estos pasos tomando límites y límites hasta que alcancemos un punto fijo, llamémosle μ. Así μ posee la propiedad necesaria (siendo un límite simultáneo de los α-inaccesibles para todo α < μ) y es menor que κ por regularidad. Los límites de dichos cardinales tienen además dicha propiedad, consecuentemente el conjunto de éstos es club en κ. Debido a que κ es Mahlo, hay un inaccesible en este conjunto y es hiper-inaccesible. Entonces κ es 1-hiper-inaccesible. Podemos cruzar este mismo conjunto set con el conjunto estacionario menor que κ para obtener un conjunto estacionario de hiper-inaccesibles menores que κ. 
El resto de la demostración de que κ es α-hiper-inaccesible mimetiza la demostración de que es α-inaccesible. Por lo tanto κ es hiper-hiper-inaccesible, etc.

## α-Mahlo, hiper-Mahlo y buenos cardinales de Mahlo
El término α-Mahlo es ambiguo y diferentes autores dan definiciones distintas. Una definición es que un cardinal κ es llamado α-Mahlo para algún ordinal α si κ es fuertemente inaccesible y para todo ordinal β<α, el conjunto de los cardinales β-Mahlo por debajo de κ es estacionario en κ. Sin embargo la condición "κ es fuertemente inaccesible" es a veces reemplazada por otras condiciones, como "κ es regular" o "κ es débilmente inaccesible" o "κ es Mahlo". Podemos definir como "hiper-Mahlo", "α-hiper-Mahlo", "hiper-hiper-Mahlo", "débil α-Mahlo", hiper-Mahlo débil", "α-hiper-Mahlo débil", y así sucesivamente, de forma análoga a las definiciones para los inaccesibles, por ejemplo un cardinal κ es llamado hiper-Mahlo si es κ-Mahlo.  
Un cardinal κ es un "buen Mahlo" o Mahlo κ+ si y sólo si es inaccesible y existe un filtro normal κ-completo (es decir no trivial y cerrada bajo intersecciones diagonales) en el conjunto poder de κ que está cerrado bajo la operación de Mahlo, el cual traza el conjunto de los ordinales S a {α{\displaystyle \in }S: α tiene cofinalidad incontable y S∩α es estacionario en α}.
Las propiedades de ser inaccesible, Mahlo, Mahlo débil, α-Mahlo, "buen Mahlo", etc. son preservadas si reemplazamos el universo por un modelo interno.  
Todos los cardinales reflectantes tienen estrictamente mayor consistencia que un "buen Mahlo", pero los cardinales reflectantes inaccesibles no son en general Mahlo -- ver https://mathoverflow.net/q/212597

## La operación de Mahlo
Si X es una clase de ordinales, entonces podemos formar una nueva clase de ordinales M(X) integrada por los ordinales α de cofinalidad incontable tal que α∩X es estacionario en α. Esta operación M se llama la operación de Mahlo. Puede ser utilizada para definir los cardinales de Mahlo: por ejemplo, si X es la clase de los cardinales regulares, entonces M(X) es la clase de cardinales de Mahlo débiles. El requisito de que α tiene cofinalidad incontable garantiza que los subconjuntos ilimitados cercanos de α están cerrados bajo intersección y por tanto forma un filtrado; en la práctica los elementos de X suelen tener cofinalidad incontable en el cual esta condición es redundante. Algunos autores añaden la condición de que α pertenece a X , lo que en la práctica normalmente hay una pequeña diferencia ya que a menudo es automáticamente satisfecha.
Para un determinado cardinal incontable regular κ, la operación de Mahlo propicia una operación en el álgebra Booleana de todos los subconjuntos de módulo κ the ideal no estacionario.
La operación de Mahlo puede ser repetida transfinitamente así:
- M0(X) = X
- Mα+1(X) = M(Mα(X))
- Si α es un ordinal límite entonces Mα(X) es la intersección de Mβ(X) for β<α

Dichas operaciones de Mahlo iteradas producen las clases de los cardinales α-Mahlo comenzandopor la clase de cardinales fuertemente inaccesibles.
Además es posible diagonalizar dicho proceso definiendo:
- MΔ(X) es el conjunto de ordinales α que están en Mβ(X) for β<α.

Y por supuesto este proceso de diagonalización también puede ser iterado. La operación de Mahlo diagonalizada genera los cardinales hiper-Mahlo, entre otros.

## Cardinales de Mahlo y principios de la reflexión
El axioma F es la afirmación de que toda función normal sobre los ordinales tiene un punto fijo regular. (Este no es un axioma de primer orden pues cuantifica a todas las funciones normales, por lo tanto puede ser considerada bien como un axioma de segundo orden o como un esquema de axioma). Un cardinal es Mahlo si toda función normal sobre él tiene un punto fijo regular, por lo tanto el axioma F de alguna forma supone que toda la clase de ordinales es Mahlo. Un cardinal κ es Mahlo si y sólo si un axioma de la forma segundo orden F contiene Vκ. El axioma F a su vez es equivalente a la declaración de cualquier fórmula φ con parámetros en la que exista arbitrariamente ordinales grandes inaccesibles α como Vα refleja  φ (en otras palabras φ contiene Vα si y sólo si contiene en sí el universo entero).